# 霹雳贝贝
霹雳贝贝（Wonder boy）是中国1988年拍摄的电影，讲述的是主人公贝贝，因为在母亲生自己时，一个不明飞行物一闪而过，让自己有能操控电和电器的能力。

## 人员
导演: 宋崇、翁路铭   
主演: 王莹、乔奇、张京